# Kamil Aliyev (pintor)
Kamil Museyib oglu Aliyev (en azerí: Kamil Müseyib oğlu Əliyev; Ereván, 22 de octubre de 1922-Bakú, 1 de marzo de 2005) fue un pintor, diseñador de alfombras de Azerbaiyán, que obtuvo la distinción de Artista del Pueblo de la República Socialista Soviética de Azerbaiyán en 1982.

## Biografía
Kamil Aliyev nació el 22 de octubre de 1922 en Ereván. Se graduó de la escuela de arte en Bakú.
Comenzó su carrera en 1937 en la compañía "Azerkhalcha". Aquí trabajó con Latif Karimov, Gazanfar Khaligov y  Kazim Kazimzade. Su primer éxito creativo fue la alfombra "Fuzuli", que tejida en 1958 con motivo de 400 aniversario de la muerte de Fuzûlî.
En 1941 comenzó la Gran Guerra Patria y Kamil Aliyev partió para el frente. Durante la guerra fue herido varias veces.
De 1946 a 1961 trabajó en el fondo de la Unión de Artistas. Entre 1964 y 1971 fue director de la fábrica de joyas en Bakú. También fue jefe del departamento de producción en el Ministerio de Industria de Azerbaiyán. Desde 1993 hasta el final de su vida, Kamil Aliyev fue director ejecutivo de la compañía "Azerkhalcha".
La primera exposición de las obras de Kamil Aliyev tuvo lugar en 1984 en Nepal. En 1987 se llevó a cabo una exposición de las obras en la capital de India, la ciudad de Delhi, en 1990 - en tres ciudades de Turquía – Ankara, Esmirna y Estambul, en 1994 - en la capital de Irán, Teherán. En 1999 se realizó una exposición de las obras de Kamil Aliyev en Londres. Sus obras se muestran hoy en los salones de exhibición de Turquía, Irán, Estados Unidos, India, Rusia y Uzbekistán.
Kamil Aliyev falleció el 1 de marzo de 2005 en Bakú y fue enterrado en el Callejón de Honor.
El 12 de octubre de 2021, el presidente de Azerbaiyán, Ilham Aliyev, firmó un decreto sobre la celebración del 100 aniversario de Kamil Aliyev.

## Premios y títulos
- 1943 – Medalla por el Servicio de Combate
- 1945 – Medalla por la Defensa del Cáucaso
- 1967 - Artista de Honor de la RSS de Azerbaiyán
- 1982 - Artista del Pueblo de la RSS de Azerbaiyán[8]
- 1999 – Orden Istiglal[9]